# Mecosaspis severus
Mecosaspis severus là một loài bọ cánh cứng trong họ Cerambycidae.